# Роксерьер
Роксерье́р (фр. Roquesérière, окс. Ròcacerièra) — коммуна во Франции, находится в регионе Юг — Пиренеи. Департамент — Верхняя Гаронна. Входит в состав кантона Монтастрюк-ла-Консейер. Округ коммуны — Тулуза.
Код INSEE коммуны — 31459.

## География

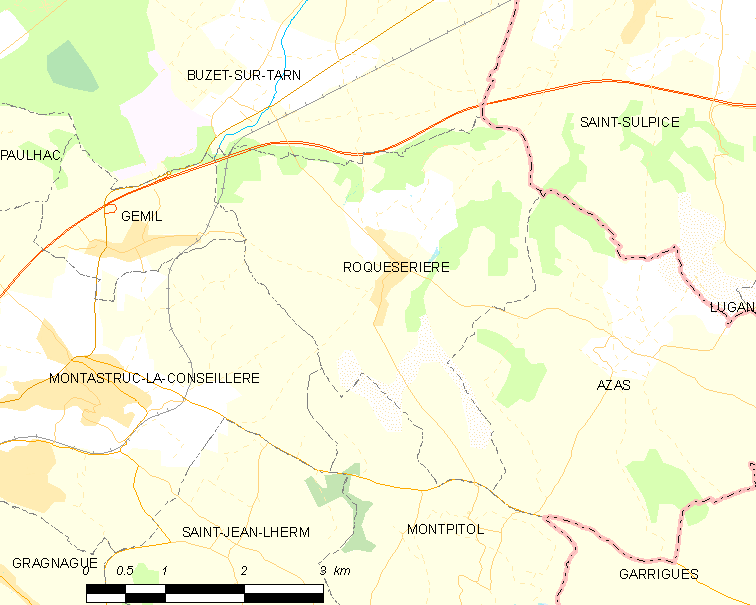
Карта коммуны

Коммуна расположена приблизительно в 580 км к югу от Парижа, в 22 км к северо-востоку от Тулузы.

## Климат
Климат умеренно-океанический. Зима мягкая и снежная, весна характеризуется сильными дождями и грозами, лето сухое и жаркое, осень солнечная. Преобладают сильные юго-восточные и северо-западные ветры.

## Население
Население коммуны на 2010 год составляло 702 человека.
| 1962 | 1968 | 1975 | 1982 | 1990 | 1999 | 2010 |
| ---- | ---- | ---- | ---- | ---- | ---- | ---- |
| 307  | 294  | 326  | 495  | 555  | 615  | 702  |

## Администрация
| Период | Период | Фамилия            | Партия | Примечания |
| ------ | ------ | ------------------ | ------ | ---------- |
| 1995   | 2014   | Жан-Франсуа Видаль |        |            |
| 2014   | 2020   | Жан-Клод Микель    |        |            |

## Экономика
В 2010 году среди 454 человек трудоспособного возраста (15—64 лет) 334 были экономически активными, 120 — неактивными (показатель активности — 73,6 %, в 1999 году было 73,4 %). Из 334 активных жителей работали 308 человек (155 мужчин и 153 женщины), безработных было 26 (10 мужчин и 16 женщин). Среди 120 неактивных 42 человека были учениками или студентами, 50 — пенсионерами, 28 были неактивными по другим причинам.

## Достопримечательности
- Церковь Св. Петра